# 핵전쟁 생존 기술
핵전쟁 생존 기술(Nuclear War Survival Skills)은 미국 크레슨 커니가 저술한 민방위 책이다. 1979년에 출판되었다.

## 내용
매일 1인당 4리터의 물이 필요하다. 저장방법, 운송방법, 정수방법 등을 설명했다.
밤에 완전히 어두운 암흑의 시련 보다는 매우 희미한 불빛이 있어야 생존력을 높여준다. 식용유로 등불을 만드는 법을 소개했다.
집에서 만들 수 있는 방사능 측정기로 낙진의 피해에 대비해야 한다.

## 같이 보기
- 폴아웃 프로텍션
- 상호확증파괴
- 생존주의